# Benn
Benn, właśc. Bencjon Rabinowicz (ur. 19 kwietnia 1905 w Białymstoku, zm. 1989 we Francji) – francuski artysta malarz pochodzenia żydowskiego, związany z École de Paris. Większa część jego twórczości jest inspirowana tematyką biblijną, a zwłaszcza Księgą Psalmów.

## Życiorys
Dziadek Bencjona był rabinem w Nowogródku, a ojciec Samuel J. Rabinowicz architektem, który zaprojektował Wielką Synagogę w Białymstoku. Od wczesnego dzieciństwa wykazywał talent plastyczny, od 1917 pobierał prywatne lekcje rysunku u Mikołaja Dadyjasa. W 1922 zorganizował warsztaty artystyczne, w których sam przez dwa lata pracował.
W 1926 został scenografem teatralnym, rok później w Wilnie miała miejsce pierwsza wystawa jego rysunków. W 1928 wstąpił do Związku Polskich Artystów Plastyków, w tym samym roku wystawił swoje prace w warszawskiej Zachęcie i podczas Salonu Zimowego w Białymstoku. Ok. 1929 był współtwórcą Grupy Plastyków Białostockich Forma – Farba – Faktura, do której należeli również: Nachum Edelman, Czesław Sadowski, Michał Duniec i Ichiel Tynowicki. W 1930 otrzymał z białostockiego magistratu stypendium, które umożliwiło mu wyjazd na trzy lata do Paryża, gdzie uczęszczał do Académie Fernand Léger. Po przybyciu do Francji zaczął używać pseudonimu „Benn”, które z czasem stało się jego oficjalnym nazwiskiem, którym posługiwał się do końca życia.
Podczas studiów w akademii, Benn tworzył formy geometryczne, ale nigdy nie został twórcą surrealistycznym, abstrakcyjnym malarzem. W 1932 Benn poznał tancerkę i aktorkę Gherę, którą poślubił w 1938, równocześnie zostając obywatelem francuskim. Po wybuchu II wojny światowej został zmobilizowany i przebywał w Bretanii, po rozpoczęciu niemieckiej okupacji przebywał w Rennes, skąd przesłał swoje prace do Salon d’Automne, zainteresował się wówczas rzeźbiarstwem. W 1941 Benn i jego żona zostali uwięzieni w obozie przejściowym w Beaune-la-Rolande, uwolniono ich dzięki wstawiennictwu profesora Marcela Brulé i krytyka sztuki Lo Duca. Następnie ukrywali się przez dwadzieścia sześć miesięcy z pomocą Jeana Paulhana; z osób poznanych wówczas przez Benna byli m.in. Paul Éluard, Marc Vaux, Frédéric Joliot-Curie i Robert Debré. W tym okresie Benn stworzył cykl 62 utworów inspirowanych motywami biblijnymi. Po zakończeniu działań wojennych w 1944 powrócił na stałe do Paryża i kontynuował pracę artystyczną. Prawdopodobnie w 1945 lub w 1946 po raz ostatni odwiedził Białystok, poszukując swoich bliskich, spośród których wszyscy zginęli podczas wojny.
Prace Benna były wystawiane w galeriach i muzeach w całej Europie. W 1949 nawiązał współpracę z artystą Markiem Chagallem w celu stworzenia firmy malarskiej i rzeźbiarskiej. W 1966 powstało towarzystwo „Przyjaciele Dzieł Malarza Benna”. Pod koniec życia przekazał kolekcję dzieł francuskiemu miastu Rueil-Malmaison, w 1987 ofiarował sto dziewięćdziesiąt obrazów Musée d’art sacré du Gard. Żona Benna, Ghera zmarła w 1994. Po jej śmierci Musée d’art sacré du Gard otrzymało kolejną część kolekcji litografii, obrazów i przedmioty prywatne Benna; muzeum to posiada największą liczbę eksponatów dotyczących życia i twórczości artysty.

## Kariera
Mając piętnaście lat portretował bliskich, w 1926 namalował cykl portretów aktorów słynnego teatru „Habima”, który odwiedził wówczas Białystok. Ostatni raz w Polsce swoje prace wystawił w październiku 1931 podczas Salonu Jesiennego zorganizowanego w Pałacu Branickich w Białymstoku.
Po przyjeździe do Paryża zainteresował się rosyjskim konstruktywizmem oraz sztuką kinetyczną, a następnie kubizmem. Styl Benna ewoluował z czasem, najpierw przeszedł przez okres geometryczny, na który wpływ miała twórczość Wassilego Kandinsky’ego, a następnie zaczął tworzyć w stylu symbolizmu, aby ostatecznie przejść w poetycki realizm. W 1930 został przyjęty do paryskiego Stowarzyszenia Artystów Profesjonalnych, rok później w Galerie L’Époque miała miejsce jego pierwsza wystawa indywidualna. Pomiędzy 1932, a 1939 wystawiał swoje prace w prywatnych galeriach i wystawach zbiorowych we Francji, w tym w Salonie Jesiennym i Salonie Niezależnych. W 1940 prace Benna zostały, podobnie jak prace wszystkich artystów żydowskich, odrzucone przez komisję kwalifikacyjną Salonu Jesiennego.
W 1956 otrzymał Złoty Medal przyznany przez Salon Artystów Francuskich, rok później został laureatem Prix de L’Institut de France. W 1960 wydawnictwo Lefort opublikowało album przedstawiający kolekcję 62 obrazów o tematyce zaczerpniętej z psalmów i fragmentów Biblii, które powstały na podstawie szkiców, które stworzył ukrywając się podczas II wojny światowej. W 1962 otrzymał Grand Médaille de Vermeil de la Ville de Paris. W tym samym roku Fox w Paryżu wyprodukował film o życiu i twórczości Benna. W 1969 Benn powrócił do współpracy z teatrem poprzez stworzenie scenografii i kostiumów do spektaklu Hiob, wystawianego w Teatrze Narodowym w Amsterdamie. W 1970 Benn otrzymał nagrodę miast Petach Tikwa, Levallois-Perret, Île-de-France i Bordeaux. W 1974 otrzymał nagrodę Académie des Beaux-Arts za cykl Le Cantique des cantiques (Pieśń nad pieśniami) stanowiący ilustracje do publikacji książkowej Pieśni nad Pieśniami. W tym samym roku Benn otrzymał również Legię Honorową. W 1975 z okazji 70. urodzin przyjął Médaille du Jubilé z Musée de la Monnaie de Paris i honorowe obywatelstwo miasta Paryża.
W 1986 Benn otrzymał międzynarodową nagrodę za ofiarowanie UNESCO swojego plakatu symbolizującego pokój i prawa człowieka. Powstałe w 1985 malowidło Benna, zatytułowane „Miłość i Pokój”, zostało w 1987 przekazane do UNESCO, i znajduje się w siedzibie organizacji w Paryżu. W 1988 otrzymał nagrodę grand prix d’honneur i médaille de l’Académie des beaux-arts w Lyonie.